# نرم‌کامی‌شدگی
نرم‌کامی‌شدگی (انگلیسی: Velarization) به تولید دومین همخوان‌ها در حالی که حین تولید همخوان، پس زبان به سمت نرم‌کام بالا می‌رود، گفته می‌شود.
نرم‌کامی‌شدگی (Velarization) یک پدیده آوایی است که در آن هنگام تولید یک همخوان، زبان به سمت نرم‌کام (velum) که در قسمت عقب سقف دهان قرار دارد، حرکت می‌کند. این حرکت باعث تغییر در کیفیت صدای همخوان می‌شود.
انواع نرم‌کامی‌شدگی:
- نرم‌کامی‌شدگی اولیه: همخوان به صورت ذاتی و در تمام موقعیت‌ها نرم‌کامی‌شده تلفظ می‌شود.
- نرم‌کامی‌شدگی ثانویه: همخوان در برخی موقعیت‌های خاص، مثلاً در مجاورت برخی حروف دیگر، نرم‌کامی‌شده تلفظ می‌شود.

## مثال‌ها
- در زبان فارسی: تلفظ حرف "ل" در کلماتی مانند "کول" یا "غول" که در آن زبان به سمت نرم‌کام حرکت می‌کند و صدای "ل" کمی تیره‌تر می‌شود.
- در زبان انگلیسی: تلفظ "l" تیره (dark l) در کلماتی مانند "feel" یا "ball" که در انتهای کلمه قرار می‌گیرد و زبان به سمت نرم‌کام حرکت می‌کند.

## اهمیت
نرم‌کامی‌شدگی می‌تواند نقش مهمی در تمایز بین واج‌های مختلف در یک زبان داشته باشد. به عنوان مثال، در برخی زبان‌ها، وجود یا عدم وجود نرم‌کامی‌شدگی می‌تواند معنای کلمات را تغییر دهد.